# Kryptering av TV-program
Olika krypteringssystem  används till tv-sändningar för att kunna kontrollera vem som kan se sändningarna.

## Anledningar till kryptering

### Satellit-tv
För satellitsändningar används krypteringssystem ofta för att enbart den som har betalat för en TV-kanal ska kunna titta. När man betalar får man tillgång till en dekrypteringsnyckel.
Dessutom krypteras kanaler ibland av upphovsrättsskäl eller andra skäl. En sändning via satellit kan visserligen riktas mot ett land (till exempel som har skett med Astra 2D, men det går alltid att ta in signalerna även utanför landet. Därför krypterar man ofta kanaler och delar ut dekrypteringsnycklar till dem som man vill ska kunna ta emot sändningarna. Detta gäller till exempel TV4:s satellitsändningar som numera är krypterade för att TV4 inte har tillstånd att sända alla inköpta program till andra länder än Sverige.

### Kabel-tv
I kabel-tv-nät krypteras de kanaler som inte ingår i grundutbudet för att enbart abonnenter som har betalat för tilläggskanalerna ska kunna titta på dessa.

### Marksänd digital-tv
I det digitala marknätet krypteras de kanaler som man måste betala för att få tillgång till.

## Olika krypteringssystem
- Conax ägs av norska Telenor, används av bland andra nordiska Canal Digital och svenska Tele2
- Viaccess ägs av France Telecom, används av bland andra Boxer TV Access